# 963
963（くるみ）は、日本の女性アイドルユニット。ラフェイスプロ所属。

## 概要
福岡県のローカルアイドルとして結成し、主に福岡と東京を拠点に活動。コンセプトは「女の子がゆるいラップを歌う」。ジャジーなトラックに乗せたメランコリックな詞を特徴とする。
グループ名は、マネージャーの池田正夫がファンであった遠藤舞（元アイドリング!!!）の愛犬「くるみ」から名付けた。ちなみに、遠藤は芸能界を引退した2018年からボイストレーナーを務め、963や同事務所の彼女のサーブ&レシーブ（カノサレ）が遠藤のレッスンを受けている。
現行（2代目）は、ライブではぴーぴる（前田鮎花）ともう一人との二人組ユニットという形をとり、メンバーは最大4人まで増えたものの3人以上でステージに立つことはなかった。ちなみに、「背の高い方の○○（2020年時点ではれーゆる（辻優衣））と」「なんにもない方の××（同ぴーぴる）です」と自己紹介するのが定番であったが、2021年4月の改名で廃止された。各自グラビアアイドル、女優としても活動している。

## 来歴

### 初代
- 2013年7月、福岡県久留米市のケーブルテレビ局『くーみんテレビ』の番組内企画「久留米恋日和」を発端に、当時中学・高校生の4人組グループにて結成[4]。結成時のメンバーは古賀哉子（2017年から2018年までラストアイドル→LaLuceに所属）、浦底瑛月、安達葵紬、岩本友里亜。古賀・浦底脱退後、平野花菜、奥田七海が加入。
- tofubeatsの「水星 feat.オノマトペ大臣」などラップ曲のカバーを中心に活動、2014年8月にはオリジナル曲「くるくるくるみ」を発表したが、2014年12月のライブをもって活動終了した。

### 2代目

#### 2015年
- 2015年7月31日結成[5]。8月1日の『SUMMER WAR GAME #03』でぴーぴるとやーぷんの二人組のユニットとして再デビュー[6]。
- 9月にデビューシングル「夢？幻？ドロップス」MVをYouTubeにて公開、半年で約4万再生を突破[6]。

#### 2016年
- 2月20日、福岡にて『Negipecia 2016 ～ドリンクバー凡人会議 5years Anniversary～』でNegicco、Especiaと共演[6]。
- 6月、やーぷんの脱退（契約解除）により、ぴーぴるのみの一人ユニットとなる。
- 10月23日、静岡県富士宮市で行われた3776定期公演「今日はみんなと」にて新メンバー・ねーぷんが発表、初ライブを行い再び二人組のユニットとして活動を再開した。

#### 2017年
- 5月26日、ねーぷんの脱退（契約解除）が発表。翌5月27日に行われた「サワソニ25」で新メンバー・まーろるの加入が発表された[7]。
- 10月9日の「サワソニ28」で新メンバー・あーぐるの加入が発表された。
- 12月30日、「彼女のサーブ&レシーブクラウドファンディングありがとうLIVE」で新メンバー・れーゆるの加入が発表された[8]。

#### 2018年
- 4月1日、まーろるは脱退、あーぐるはラフ☆ちっくに移籍することを発表。ぴーぴる・れーゆるの二人組となる[9]。
- 8月11日、1stアルバム『963』をリリース。

#### 2019年
- 4月、2人そろって『週刊プレイボーイ』で初の水着グラビアを掲載[10]。
- 7月、ぴーぴるがミスマガジン2019の読者特別賞に選出[11]。

#### 2020年
- 4月、『ぐるぐるナインティナイン』（日本テレビ系列）内コーナー「ゴチになります!」公式アンバサダーに就任[12]。
- 4月、れーゆるが制コレ'20のファイナリストに選出。
- 8月28日、2ndアルバム『tick tock』をリリース。

#### 2021年
- 4月1日より、メンバーの芸名を本名（ぴーぴる→前田鮎花、れーゆる→辻優衣）に改名。
- 8月5日、プロ野球エキシビションマッチ・福岡ソフトバンクVS巨人戦（福岡PayPayドーム）の始球式 に前田が出場。辻は花束贈呈で畠山英莉（カノサレ）と共に出場[13][14]。
- 10月、辻がミスマガジン2021の読者特別賞に選出[15]。

#### 2022年
- 10月19日、カノサレとの合同ユニット『4/7（ナナブンノヨン）』デビュー曲「LOVE＆GIRLS」配信開始[16]。
- 12月24日、主催ライブ「UNDERPASS」にて『4/7』ステージデビュー[注 1]。

#### 2023年
- 4月23日、ラフェイスプロ・SecondFactory・TRASH-UP!!合同ライブ企画『LLC（LOVE LIVE CLUB）』開始[17]。以降月一回開催しレギュラー出演。
- 6月17日 - 7月2日、TRASH-UP!!主催企画『アイドルと芸術』に初参加[18]。
- 9月6日、辻がジェントルドレス名義での単独DJイベント『Gentle Dress 1st Solo Dance』を開催[19]。
- 10月28日、イベント『ナインティナインのオールナイトニッポン歌謡祭』（横浜アリーナ）に4/7としてサプライズゲスト出演[20]。
- 12月24日、前田がソロプロジェクト『BAKUMATSU★爆誕』名義で、自作詞による楽曲「BAKUMATSU」をデジタル配信リリース[21]。

#### 2024年
- 2月5日、公式YouTubeチャンネルにてトーク配信『963hz（くるみへるつ）』開始（毎週月曜日更新、2025年1月20日まで）。
- 2月14日、3rdアルバム『mirror』をリリース。
- 4月21日より『オレたちゴチャ・まぜっ!〜集まれヤンヤン〜』（MBSラジオ）にて、前田が16期ヤンヤンガールズとしてレギュラー出演。

#### 2025年
- 前田が日本エアギター選手権2025に出場。5月10日開催の東京大会1位（得点16.8P）[22]、6月14日開催の決勝大会7位（得点16.1P）[23]。
- 7月4日、4/7として山梨学院大学『第22回アルテア七夕まつり』にステージ出演、エフエム甲府『フリーダム!』出演[24][25]。

## メンバー
※2015年再結成後
| 名前                    | 生年月日（年齢）      | 出身地 | プロフィール・備考 |
| ----------------------- | --------------------- | ------ | --- |
| 前田 鮎花 まえだ あゆか | 2001年7月2日（24歳）  | 熊本県 | 再結成時のオリジナルメンバー 2014年-2016年、初代963の妹分グループ・369（みるく）→ラフ☆ちっく「あゆぴー」として活動 ミスマガジン2019 読者特別賞 2021年4月1日、「ぴーぴる」より改名 DJイベントでは「DJナイトプール」名義 O'CHAWANZ内ヒップホップユニット・WEST SIDE PRINT CLUB 2GにMCぴーぴるとして参加 2024年法政大学キャリアデザイン学部卒業 |
| 辻 優衣 つじ ゆい       | 2002年7月30日（22歳） | 大分県 | 2017年12月30日加入 制コレ'20 ファイナリスト ミスマガジン2021 読者特別賞 2021年4月1日、「れーゆる」より改名 DJイベントでは「DJジェントルドレス」名義 |

### 元メンバー
| 名前     | 生年月日（年齢）       | 出身地 | プロフィール・備考                                                                                               |
| -------- | ---------------------- | ------ | --- |
| やーぷん | 2000年11月16日（24歳） | 福岡県 | 再結成時のオリジナルメンバー、2016年6月脱退 脱退後「せるふちゃいなしすてむ」に改名、ミスiD2018佐久間宣行賞を受賞 |
| ねーぷん | 2001年9月9日（23歳）   | 福岡県 | 2016年10月23日加入、2017年5月26日脱退                                                                            |
| まーろる | 2005年1月24日（20歳）  | 広島県 | 2017年5月27日加入、2018年4月1日脱退                                                                              |
| あーぐる | 2004年9月7日（20歳）   | 大阪府 | 2017年10月9日加入、2018年4月1日ラフ☆ちっくに移籍（同年12月解散）                                                 |

## 作品

### シングル
| 発売日        | 作品名             | 品番     | 備考                |
| ------------- | ------------------ | -------- | ------------------- |
| 2016年2月13日 | 夢？幻？ドロップス | LHFC-001 |                     |
| 2016年7月24日 | ストロー           | LHFC-002 |                     |
| 2017年4月5日  | ろすとぷらねっと   | LHFC-003 |                     |
| 2019年4月5日  | ホシノフルマチ     | LHFC-006 | MIKA☆RIKAのカバー。 |
| 2020年8月14日 | lumen              | -        | デジタル配信        |

### 参加作品
4/7（ナナブンノヨン）
- LOVE＆GIRLS（2022年10月19日、デジタル配信）
- 春風プリズム（2023年9月、 限定CD-R）
- ロマンティックハイウェイ（2023年9月、限定CD-R）
- POPCORN（2023年10月6日、限定CD-R）

BAKUMATSU★爆誕（前田）
- BAKUMATSU（2023年12月24日、デジタル配信）
- 魏志倭人伝（2024年、限定CD-R）

その他
- Nice & Sweets（NEW TOWN REVUE feat. 963、2017年3月29日）
- ホシノフルマチ（O'CHAWANZ feat. 963、2018年8月22日『EPISODE V』収録）
- サマーナイトスムージー（963+ふええくん+西中島きなこ、2018年9月12日）

### MV
| 監督             | 曲名                         | プロフィール・備考 |
| MIchinori Saigo  | 「夢？幻？ドロップス」       | 制作・contrarede   |
| 山崎賢           | 「ストロー」                 |                    |
| abelest          | 「ろすとぷらねっと」         |                    |
| 山崎賢           | 「今、キミとなないろ」       |                    |
| 堀切基和         | 「NEW」                      |                    |
| 山崎賢           | 「ホシノフルマチ」           |                    |
| abelest          | 「GAME」                     |                    |
| 山崎賢           | 「アイマイビーユアガール」   |                    |
| ハヤシテツタロウ | 「魚が食べられなくなる未来」 | 制作・ABANK, Inc.  |

## 出演

### 映画
- 胸が鳴るのは君のせい（2021年6月4日、東映）
- グリーンバレット（2022年8月26日、ラビットハウス） - 東雲唯 役（辻）
- 貞子DX（2022年10月28日、KADOKAWA）（前田）

### テレビ
- 開運音楽堂（2017年4月15日、TBS）
- ニノさん（2018年1月28日、NTV）
- 全力坂（2019年3月30日（れーゆる）、4月22日（ぴーぴる）、テレビ朝日）
- 全力水 世界水泳2019スイマーシャルVer.（2019年7月、テレビ朝日）
- フットゴルフジャーニー（2021年1月、テレビ愛知）
- ポケモンの家あつまる?（2021年8月29日、テレビ東京）（辻）[26]
- 村井の恋 第1話・第5話（2022年4月6日・5月4日、TBS）（辻）[27][28]
- やんごとなき一族 （2022年4月21日 - 6月30日、フジテレビ）- 使用人 役（前田）[29]
- 恋なんて、本気でやってどうするの? 第3話（2022年5月2日、フジテレビ）（前田）[30]
- 暴太郎戦隊ドンブラザーズ 第32話（2022年10月9日、テレビ朝日系）- 定食屋の店員 役（前田） [31]
- 水曜日のダウンタウン（2023年5月24日、TBS）（辻）[32]
- ほんとにあった怖い話 2023特別編「胸騒ぎの帰路」（2023年8月19日、フジテレビ）（前田）[33]
- アイシー〜瞬間記憶捜査・柊班〜 第7話（2025年3月4日、フジテレビ） - メイドカフェ「KURONECO」キャスト 役（前田）[34]

### ラジオ
- ドリンクバー凡人会議（2015年10月3日、RKBラジオ）
- Aladdin バカヤローRadio!（2015年12月12日、cross fm）
- バーバリアン谷川のこれからみんなでめちゃくちゃ喋って騒ごう騒ごう（2016年2月24日、エフエムうらやす）
- アイドル放送局～隣のあの子もアイドルだ！～（2017年6月1日、FMおだわら）
- Teenage Peeps（2018年、LOVE FM）
- はみだし しゃべくりラジオ キックス（2024年2月23日、YBSラジオ）
- オレたちゴチャ・まぜっ!〜集まれヤンヤン〜（2024年4月21日 - 2025年4月13日、2025年6月22日（須田亜香里の代演MC） MBSラジオ）（前田）
- フリーダム!（2025年7月4日、エフエム甲府）（『4/7』で出演）

### インターネット配信
- 南波一海のアイドル三十六房（2015年11月4日（楽曲紹介）、2017年5月4日、2018年8月2日、2020年4月2日（無観客配信）、2023年10月6日（『4/7』で出演）、タワレコTV）
- 真夜中のニャーゴ（2015年11月16日、ホウドウキョク24）
- 矢口真里の火曜The NIGHT（2018年11月14日[35]、2019年5月1日（ぴーぴる（前田）のみ）、2021年7月7日（辻のみ）、2022年5月25日、AbemaTV）
- AbemaPrime（2019年5月14日、AbemaTV）
- ミスマガTV（2019年7月23日 - 12月24日、YouTube・ミスマガTVチャンネル） - ぴーぴる（前田）のみ[36]
- ミスマガ放課後RADIO（2022年、渋谷クロスFM）（辻)
- バカチンガーの言うてみんしゃい！（2023年5月19日、西日本新聞me）（前田）[37]

### CM
- セブン-イレブン九州フェアWebCM「あなたはどっち？」篇（前田）
- TBSインフォマーシャル「上京日記」（前田）[38]
- 積水ハウス「帰ろう。」篇（前田）[39]

### MV
- クレナズム 「わたしの生きる物語」（辻）
- Kenichiro Nishihara「Only Tonight feat.Tamala」（辻）
- ONOMADAT「ほんとはね」「DARLING DARLING」（前田）

### 雑誌
- 白夜書房「BUBKA」ライブアイドル a go go!!
- 学研プラス「BOMB」ご当地が～る
- 集英社「週刊ヤングジャンプ」
- 玄光社「フォトテクニックデジタル」
- 集英社「週刊プレイボーイ」
- 講談社「週刊ヤングマガジン」「月刊ヤングマガジン」「週刊少年マガジン」
- 竹書房「TopYellNEO 2019 SUMMER」
- 徳間書店「月刊エンタメ」
- サイゾー「月刊サイゾー」

他